# Fritz Habeck
Fritz Habeck (ur. 8 września 1916 w Neulengbach, zm. 16 lutego 1997 w Baden) – austriacki pisarz i tłumacz.
Jest autorem powieści i sztuk teatralnych. W 1948 napisał sztukę teatralną Der Floh und die Jungfrau, w 1950 opublikował powieść historyczną Der Tanz der sieben Teufel opowiadającą o wojnie stuletniej, a w 1958 powieść współczesną Der Ritt auf dem Tiger. Pisał także powieści dla młodzieży oraz tłumaczył m.in. współczesne francuskie dramaty. Nagrodzony Adalbert-Stifter-Preis (1973)